# Akanthosuchus
Akanthosuchus (що означає «крокодил із хребтом» у зв’язку з його бронею) — вимерлий рід алігатороїдних крокодилів, можливо, алігаторин. Його скам'янілості знайдені у формації Насім'єнто періоду палеоцену в басейні Сан-Хуан, Нью-Мексико, США. Відомий за частковим скелетом і ізольованим кістяним обладунком. Його броня була характерною, з елементами у формі шипа та леза, і це єдиний відомий крокодил, який поєднує обидва.

## Класифікація
О'Ніл та ін. припустив, що Akanthosuchus був алігаторином, на основі характеристик часткової кістки нижньої щелепи (ретроартикулярної). Вони розглядали можливість того, що Akanthosuchus є посткраніальним скелетом або Ceratosuchus, або Navajosuchus, сучасників-крокодилів, відомих в основному за черепами, але вирішили замість цього назвати новий рід. Зовсім недавно Хілл і Лукас, використовуючи кладистичний аналіз, відкинули гіпотезу про те, що акантозух є таким же, як цератозух або навахозух, і виявили, що акантозух є алігатороїдом. Як правило, Akanthosuchus зараховується до алігаторин, але Хілл і Лукас виявили, що це мало підтверджено їхнім аналізом.

## Палеобіологія
Формація Nacimiento інтерпретується як така, що мала річкову та озерну обстановку відкладень. О'Ніл та ін. інтерпретував Akanthosuchus або як наземного крокодила, або як спеціалізованого водяного крокодила невеликих розмірів із важкою бронею.